# Correbia tristitia
Correbia tristitia är en fjärilsart som beskrevs av William James Kaye 1911. Correbia tristitia ingår i släktet Correbia och familjen björnspinnare. Inga underarter finns listade i Catalogue of Life.